# Podsavezna nogometna liga Niš 1952.
Podsavezna liga Niš je bila liga drugog stupnja nogometnog prvenstva Jugoslavije u sezoni 1952. 
 Sudjelovalo je 8 klubova, a prvak je bio "Radnički" iz Niša.
Slijedeći instrukcije Nogometnog saveza Srbije, u Nišu je 30. lipnja 1952. održana osnivačka skupština Niškog nogometnog podsaveza. Na skupštini je odlučeno da se osnuje jedinstvena podsavezna liga od dvije zone, po teritorijalnoj pripadnosti (Niška i Timočka).

## Formiranje lige
- Radnički (Niš) – povratnik iz rasformirane Druge savezne lige
- Vlasina (Vlasotince), Topličanin (Prokuplje), Dinamo (Vranje) i Jedinstvo (Bela Palanka) – iz oblasne lige Niš
- Bor – iz oblasne lige Timok
- Timok (Zaječar) i Dubočica (Leskovac) – povratnici iz jedinstvene Srpske lige

## Ljestvica
| mj.    | klub                   | ut. | pob. | ner. | por. | gol+ | gol- | bod |
| ------ | ---------------------- | --- | ---- | ---- | ---- | ---- | ---- | --- |
| 1.     | Radnički Niš           | 14  | 8    | 3    | 3    | 29   | 18   | 19  |
| 2.     | Timok Zaječar          | 14  | 8    | 2    | 4    | 35   | 19   | 18  |
| 3.     | Bor                    | 14  | 7    | 2    | 5    | 40   | 21   | 16  |
| 4.     | Dubočica Leskovac      | 14  | 7    | 2    | 5    | 28   | 28   | 16  |
| 5.     | Dinamo Vranje          | 14  | 6    | 3    | 5    | 28   | 26   | 15  |
| 6.     | Topličanin Prokuplje   | 14  | 6    | 1    | 7    | 24   | 32   | 13  |
| 7.     | Vlasina Vlasotince     | 14  | 5    | 2    | 7    | 21   | 22   | 12  |
| 8.     | Jedinstvo Bela Palanka | 14  | 2    | 1    | 11   | 10   | 50   | 3   |
|        |                        |     |      |      |      |      |      |     |
| Izvori |                        |     |      |      |      |      |      |     |

- Viši rang:
  - Radnički (Niš) je sudjelovao u kvalifikacijama za popunu Prve lige, u okviru republike – nije uspio
- Ispali:
  - Jedinstvo (Bela Palanka) i Vlasina (Vlasotince)
- Novi članovi:
  - Železničar (Niš), Tekswtilac (Leskovac), Hajduk Veljko (Negotin) i Dinamo (Niš) – poslije kvalifikacija
- Napomena:
  - za narednu sezonu liga je proširena na 10 klubova

## Kvalifikacije za popunu lige

### Prva grupa
Sudionici – prvaci zona:
- Niško-toplička: Dinamo (Niš)
- Timočka: Hajduk (Veljko Negotin)
- Pirotska: Metalac (Knjaževac)
- Aleksinačka: Napredak (Aleksinac)

Rezultati (samo Napredak iz Aleksinca):
| 15. lipnja 1952. | Dinamo (Niš)            | – | Napredak (Aleksinac)    | 4:0 |
| 22. lipnja 1952. | Napredak (Aleksinac )   | – | Metalac (Knjaževac)     | 1:1 |
| 29. lipnja 1952. | Hajduk Veljko (Negotin) | – | Napredak (Aleksinac)    | 2:1 |
|                  | Metalac (Knjaževac)     | – | Napredak (Aleksinac)    | ?   |
| 20. srpnja 1952. | Napredak (Aleksinac)    | – | Dinamo (Niš)            | 1:1 |
| 27. srpnja 1952. | Napredak (Aleksinac)    | – | Hajduk Veljko (Negotin) | 3:1 |

| mj. | klub | ut. | pob. | ner. | por. | gol+ | gol- | bod |
| --- | ---- | --- | ---- | ---- | ---- | ---- | ---- | --- |
| 1.  |      |     |      |      |      |      |      |     |
| 2.  |      |     |      |      |      |      |      |     |
| 3.  |      |     |      |      |      |      |      |     |
| 4.  |      |     |      |      |      |      |      |     |

- Napomena:
  - Dinamo (Niš) i Hajduk Veljko (Negotin) su se plasirali u ligu Niškog podsaveza

### Druga grupa
Sudionici – prvaci zona:
- Niško-toplička: Železničar (Niš)
- ?: Zvezda petokraka (Vladičin Han)
- Pirotska: Radnički (Pirot)
- Leskovačka: Napredak (Leskovac)

Rezultati (samo Napredak iz Leskovca):
| 2. lipnja 1952.  | Napredak         | – | Radnički         | 2:1 |
| 9. lipnja 1952.  | Radnički         | – | Napredak         | 2:2 |
| 16. lipnja 1952. | Napredak         | – | Železničar       | 2:0 |
| 23. lipnja 1952. | Železničar       | – | Napredak         | 1:2 |
| 30. lipnja 1952. | Crvena petokraka | – | Napredak         | 1:2 |
| 7. srpnja 1952.  | Napredak         | – | Crvena petokraka | 3:0 |

| mj. | klub              | ut. | pob. | ner. | por. | gol+ | gol- | bod |
| --- | ----------------- | --- | ---- | ---- | ---- | ---- | ---- | --- |
| 1.  | Napredak Leskovac | 6   | 5    | 1    | 0    | 13   | 5    | 11  |
| 2.  | Železničar Niš    |     |      |      |      |      |      |     |
| 3.  |                   |     |      |      |      |      |      |     |
| 4.  |                   |     |      |      |      |      |      |     |

- Napomena:
  - Napredak (Leskovac, promijenio ime u Tekstilac) i Železničar (Niš) su se plasirali u ligu Niškog podsaveza

## Kvalifikacije za Prvu saveznu ligu – Republička razina
- Sudionici:
  - Spartak Subotica, Dinamo Pančevo i Proleter Zrenjanin, tri prvoplasirana tima Vojvođanske lige
  - Radnički Beograd, prvak grada Beograda
  - Radnički Obrenovac, prvak Beogradskog podsaveza
  - Napredak Kruševac, prvak Kragujevačkog podsaveza
  - Radnički Niš, prvak Niškog podsaveza
  - Trepča K. Mitrovica, prvak Kosmetskog podsaveza

| 1. kolo              | 1. kolo               | 1. lipnja  | 8. lipnja       |
| -------------------- | --------------------- | ---------- | --------------- |
| Radnički (Beograd)   | Proleter (Zrenjanin)  | 4:1        | 1:3             |
| Radnički (Obrenovac) | Spartak (Subotica)    | 1:6        | 0:5             |
| Dinamo (Pančevo)     | Trepča (K. Mitrovica) | 6:0        | 0:3             |
| Radnički (Niš)       | Napredak (Kruševac)   | 3:1        | 0:4             |
| 2. kolo              | 2. kolo               | 15. lipnja | 22. lipnja      |
| Napredak (Kruševac)  | Spartak (Subotica)    | 1:5        | 2:5             |
| Dinamo (Pančevo)     | Radnički (Beograd)    | 2:0        | 1:3, penali 4:3 |
| Finale               | Finale                | 26. lipnja | 1. srpnja       |
| Spartak (Subotica)   | Dinamo (Pančevo)      | 2:0        | 1:1             |

- Spartak, ujedno i republički prvak, plasirao se u završnicu saveznih kvalifikacija

## Unutrašnje poveznice
- 2. ligaški rang 1952.